# Canberra Metro
El Tren ligero de Canberra, conocido como Canberra Metro es un sistema de tren ligero que da servicio a la ciudad de Canberra, Australia. La línea inicial, de 12 kilómetros, une el centro urbano del norte de Gungahlin con el centro de la ciudad (Civic) y cuenta con 14 paradas. Los servicios comenzaron el 20 de abril de 2019. La decimocuarta parada, en Sandford Street, Mitchell, entró en funcionamiento en septiembre de 2021.

## Historia
El plan maestro de Walter Burley Griffin para Canberra proponía la construcción de una red de tranvías. La propuesta no se llevó a cabo y la ciudad fue servida exclusivamente por autobuses desde 1926, cuando se introdujo el Canberra City Omnibus Service, hasta 2019.
La construcción de la línea de metro ligero formaba parte de un acuerdo alcanzado entre el Partido Laborista y Los Verdes tras las elecciones del Territorio de la Capital Australiana de 2012, en las que los laboristas necesitaron el apoyo de Los Verdes para formar gobierno. En el presupuesto del Territorio de la Capital Australiana de 2013-14, se asignaron 5 millones de dólares para los primeros trabajos de diseño. En septiembre de 2014, el Gobierno aprobó el estudio de viabilidad. El proyecto, conocido como «Capital Metro» durante su planificación, fue desarrollado por la agencia gubernamental Capital Metro Agency (CMA).
Las pruebas de la línea comenzaron en junio de 2018. Se electrificó un tramo en Gungahlin y uno de los tranvías hizo recorridos de prueba. Los 14 tranvías han llegado a Canberra y se esperaba tener el proyecto terminado a finales de 2018. El metro ligero se inauguró finalmente el 20 de abril de 2019, y el coste final de construcción de la Fase 1 fue de 675 millones de dólares,

## Ruta

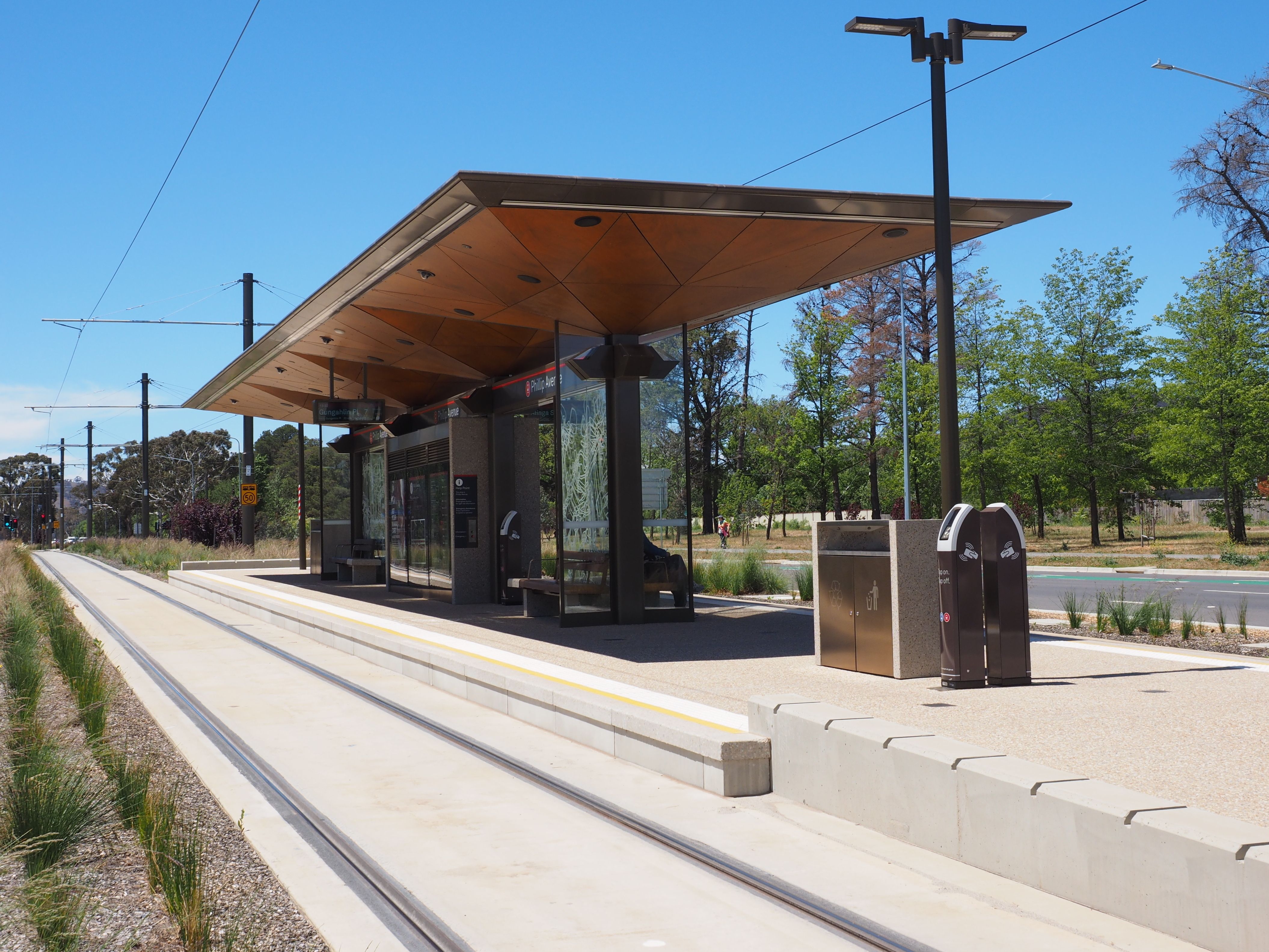
Parada de Phillip Avenue.

La línea de 12 kilómetros tiene su terminal norte en Hibberson Street, en Gungahlin, y sigue Flemington Road, la Federal Highway y Northbourne Avenue hasta su terminal sur, entre las calles Alinga y Rudd, en Civic. Es de doble vía en toda su longitud. Hay cruces de emergencia al sur de la parada de Dickson Interchange y al norte de la parada de Nullarbor Avenue. Hay 14 paradas. Los principales intercambiadores de autobuses se encuentran en Gungahlin Place, Dickson Interchange y Alinga Street.
La parada de metro ligero de Sandford Street comenzó a construirse en 2020 y abrió el 16 de septiembre de 2021.

## Operación
El servicio es operado por Canberra Metro Operations (CMET), en asociación con Deutsche Bahn, en virtud de un contrato de 20 años.
14 tranvías Urbos 3 construidos por CAF operan en el sistema. CAF también se encargará del mantenimiento de la flota durante veinte años. Los tranvías miden 32,96 m de largo y constan de cinco módulos. Hay cuatro puertas a cada lado del vehículo, dos de una hoja y dos de dos hojas.Los vehículos llevan una decoración roja y gris, con una banda reflectante blanca en el centro.